# Wallingford-Tornado
Der Wallingford-Tornado war ein zerstörerischer Tornado, der am 9. August 1878 einen Großteil der Stadt Wallingford, Connecticut zerstörte. 34 Personen wurden getötet und mindestens 70 weitere verletzt, viele von ihnen schwer. Dieser Tornado war der mit den meisten Toten, der jemals im Staat Connecticut aufgezeichnet wurde, in Neuengland liegt seine Opferbilanz nach dem Worcester-Tornado von 1953 an zweiter Stelle.

## Vor dem Sturm
Das Sturmsystem, aus dem schließlich der zerstörerische Wallingford-Tornado hervorging, führte schon zuvor zu schadenverursachenden Winden und zumindest zu einem weiteren Tornado, bevor es Wallingford erreichte. Der erste Tornado erlangte in South Kent Bodenkontakt, deckte Hausdächer ab, brachte Scheunen zum Einsturz und entwurzelte Bäume. Das Unwetter zog über knapp zwanzig Kilometer hinweg stetig nach Südosten, bewegte sich direkt südlich an New Preston vorbei und durch Washington, bevor es nach Norden schwenkte und sich auflöste. Ein anderer Pfad mit Schäden trat weiter nördlich, am Shepaug River auf und führte ebenfalls nach Südosten, bevor er nach fünf Kilometern verschwand. Weitere Schäden wurden aus der Umgebung von Waterbury gemeldet, wo ein Hausdach abgedeckt wurde, sowie Baumäste brachen und Schornsteine beschädigt wurden.
Beobachter beschrieben den Sturm, als er sich der Stadt näherte, als schwarzen, sich drehenden Schlot, der Wolken aus allen Seiten ansaugte. Diese Sturmwolke zog direkt über Cheshire hinweg, wo der starke Wind an der Oberfläche geringere Schäden anrichtete. Der Sturm bewegte sich dann auf Wallingford zu.

## Wallingford-Tornado

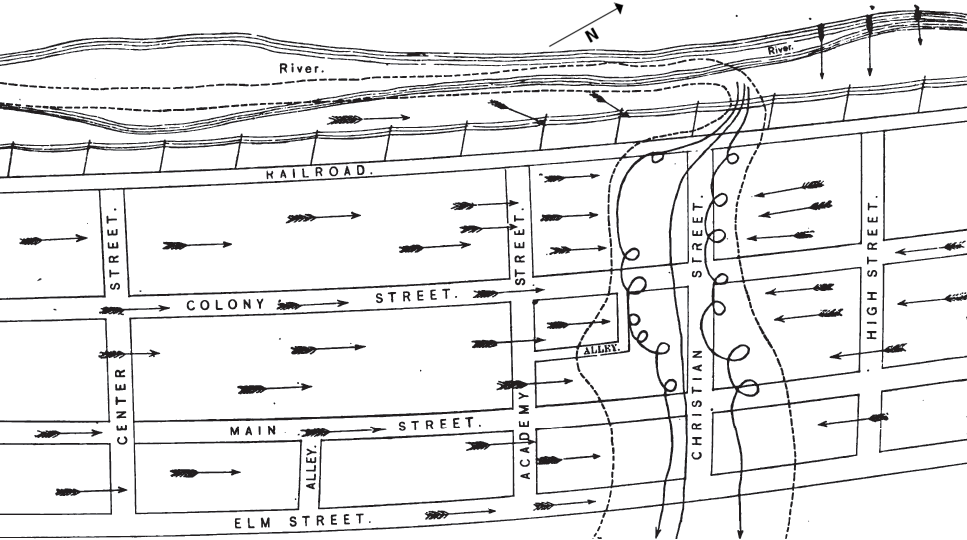
Karte des Pfades, den der Tornado durch Wallingford nahm

In Wallingford war der Tag klar, bevor sich der Tornado ereignete, und der Tag wurde als „einer der lieblichsten [Tage] der Jahreszeit“ bezeichnet. Gegen 17 Uhr begann sich der Himmel zu verdunkeln, und gegen 17:30 Uhr war der Himmel ziemlich schwarz. Gegen 18:00 Uhr war die Luft an der Oberfläche ruhig, doch Blitze begannen die Dunkelheit zu erleuchten, und die Wolken sich in schnellem Tempo zu bewegen, sodass viele Bewohner Zuflucht suchten.
Der Tornado begann als Wasserhose über dem kommunalen Teich, direkt westlich der Stadt. Er bewegte sich dann durch die Stadt, wobei er fast jedes Bauwerk beschädigte. Der Tornado riss Häuser von ihren Fundamenten, wobei er manche mehr als 180 m weit schleuderte. Eine Quittung aus der Stadt wurde später 105 km weiter östlich in Peacedale, Rhode Island gefunden. Große Bäume wurden entwurzelt oder brachen; die stehengebliebenen verloren durch den Wind Zweige und Blätter. Das Gebäude der katholischen Kirche wurde in Stücke zerrissen und schwere Grabsteine des nahegelegenen Friedhofes herumgewirbelt. Das aus Backsteinen, neu errichtete Gebäude der High School wurde fast völlig zerstört; es fand zu dem Zeitpunkt kein Unterricht statt. Der Pfad des Tornados hatte am Boden eine Länge von gerade dreieinhalb Kilometern, doch die Schäden erstreckten sich auf eine Breite von 180 m.
Nachdem dieser Tornado Bodenkontakt verlor, landete weiter südöstlich noch ein anderer, der großen Sachschaden im Süden von Durham und Killingly anrichtete, jedoch nicht zu bekannt gewordenen Personenschäden oder Verletzungen führte. Das Unwetter zog schließlich gegen 20:00 Uhr hinaus auf den Ozean, womit seine zerstörerische Zugbahn ein Ende nahm.

## Folgen

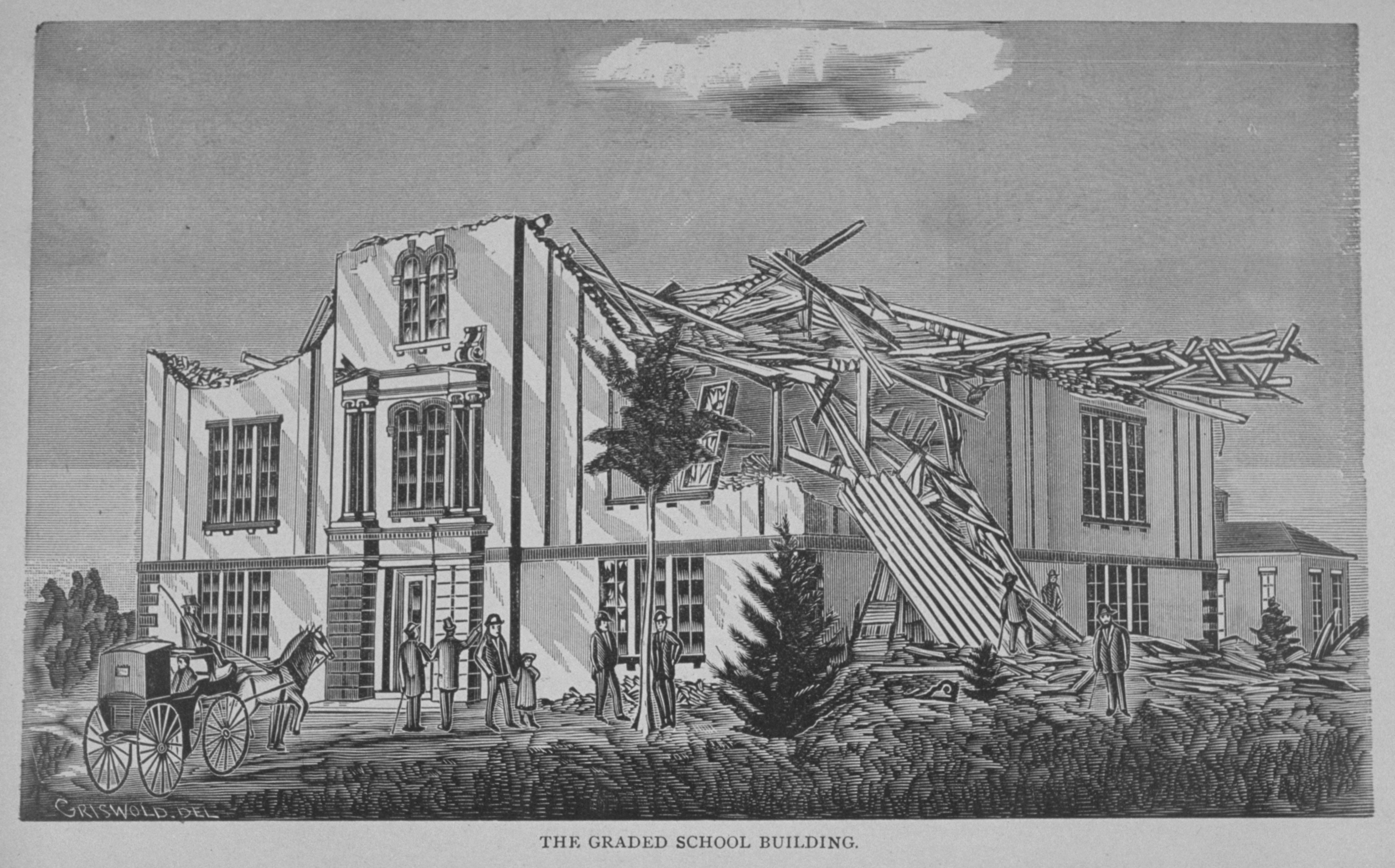
Künstlerische Darstellung der Schäden an einer Schule.

Tornados sind zwar nicht ungewöhnlich in Connecticut, doch in dieser Stärke eher selten. 35 Häuser wurden durch den Wirbelsturm völlig zerstört, viele weitere wurden abgedeckt oder in anderer Weise beschädigt. Eine der toten Personen wurde durch die Luft gewirbelt und rund einen Kilometer entfernt von der Stelle gefunden, an der sie gestanden hatte. Ein Schulhaus wurde vorübergehend in eine Leichenhalle umgewandelt, um die unmittelbar nach dem Sturm geborgenen Toten aufzunehmen. 21 Opfer wurden noch in der Nacht gefunden und dorthin gebracht. Durch den Tornado wurden Telegrafenleitungen und ihre Masten umgerissen, sodass es über eine Stunde dauerte, bis Ärzte aus benachbarten Orten nach Wallingford eilten. Mehr als 50 Hilfspolizisten wurden eingeschworen, um Plünderungen zu unterbinden und um die Mengen von Neugierigen zu kontrollieren, die mit dem Zug angefahren kamen, weil sie sich die Schäden anschauen wollten.
Die Gebäudeschäden wurden damals auf rund 150.000 US-Dollar geschätzt (in heutigen Preisen rund 4 Millionen US-Dollar); hinzu kamen Schäden an Versorgungsleitungen und Eisenbahneinrichtungen. Der Gesamtschaden wurde schließlich mit etwa 250.000 US-Dollar (rund 7 Millionen US-Dollar in heutigen Preisen) angenommen.